# Campylophyllum calcareum
Campylophyllum calcareum là một loài Rêu trong họ Hypnaceae. Loài này được (A.C. Crundwell & Nyholm) Hedenäs mô tả khoa học đầu tiên năm 1997.